# Formazza
Formazza (piemontiul: Formassa, walserul: Pomatt) település Olaszországban. Lakosainak száma 446 fő (2023. január 1.). Formazza Baceno, Premia, Bedretto, Binn, Bosco/Gurin, Cevio, Reckingen-Gluringen és Ulrichen községekkel határos.

## Népesség
A település népességének változása:
| Lakosok száma | 440  | 442  | 446  |
|               | 2017 | 2018 | 2023 |